# Hygrobia wattsi
Hygrobia wattsi is een keversoort uit de familie Pelobiidae. De wetenschappelijke naam van de soort is voor het eerst geldig gepubliceerd in 2001 door Hendrich.